# Rubixantină
Rubixantina este un pigment natural din clasa xantofilelor, cu culoare roșu-portocalie. Din punct de vedere chimic, este un derivat tetraterpenic ce conține grupă hidroxil (-OH). Este utilizat pe post de colorant alimentar, cu numărul E161d, dar nu este aprobat pentru uz în Uniunea Europeană și Statele Unite, ci doar în Australia și Noua Zeelandă.